# Valdearcos de la Vega
Valdearcos de la Vega község Spanyolországban, Valladolid tartományban. Valdearcos de la Vega Curiel de Duero, Corrales de Duero, Roturas, Mambrilla de Castrejón, San Martín de Rubiales és Bocos de Duero községekkel határos. Lakosainak száma 64 fő (2024).

## Népesség
A település népessége az utóbbi években az alábbiak szerint változott:
| Lakosok száma | 136  | 115  | 108  | 127  | 116  | 95   | 71   | 57   | 49   | 64   |
|               | 2001 | 2004 | 2007 | 2009 | 2012 | 2014 | 2017 | 2019 | 2022 | 2024 |